# Austrocactus philippii
Austrocactus philippii es una especie de planta suculenta perteneciente al género Austrocactus, dentro de la familia Cactaceae. Se distribuye por el noroeste de Argentina y el centro de Chile.

## Descripción

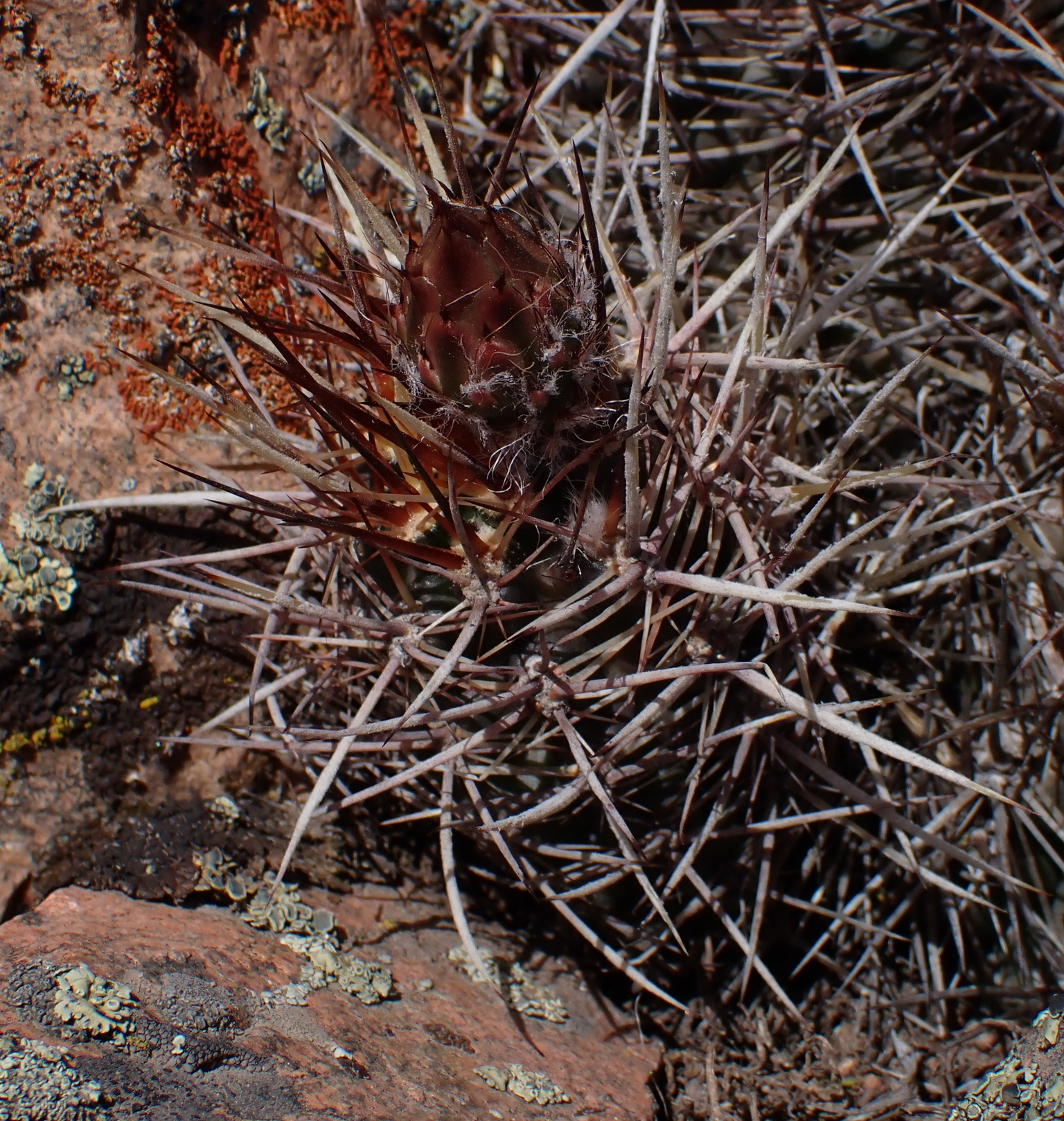
Detalle de las espinas

Austrocactus philippii es una especie de cactus ramificado desde la base, con tallos columnares, delgados, postrados o erguidos. Alcanza una longitud de 10 a 40 cm y un diámetro de 3 cm.
Presenta de 7 a 10 costillas muy divididas en tubérculos o cúspides. Las areolas tienen de 1 a 5 espinas centrales fuertes, rectas y de color marrón amarillento, de 1 a 3 cm de largo. Y de 5 a 8 espinas marginales o radiales delgadas, con forma de aguja y de color blanquecino, de 1,5 a 2 cm de largo.

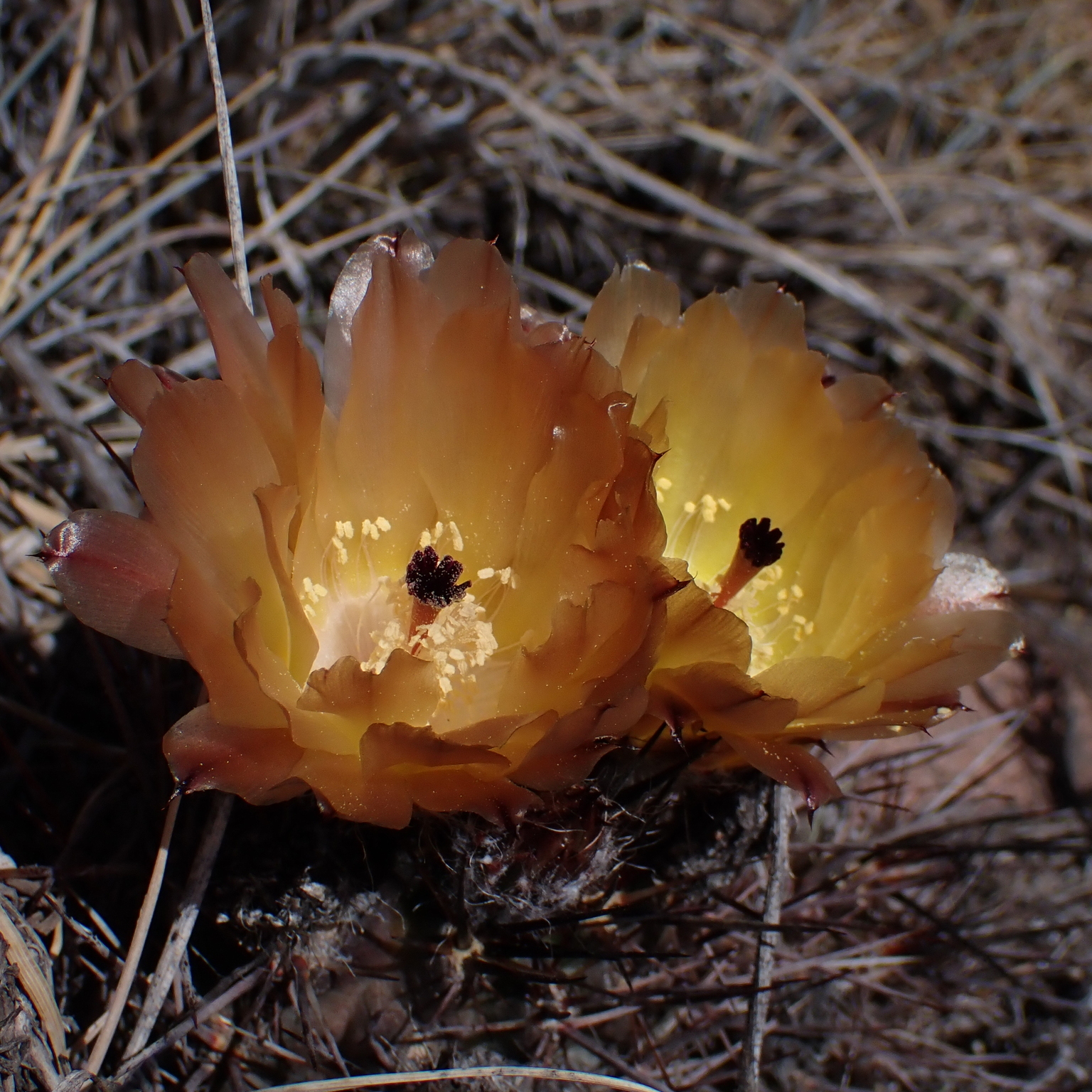
Detalle de la flor

Las flores son diurnas, de color marrón amarillento y miden de 4 a 5 cm de largo. Los frutos son verdes, aunque tienen una pulpa viscosa interna de color blanco.

## Distribución y hábitat
El área de distribución nativa de esta especie es desde Chile central hasta Argentina (Mendoza) y crece principalmente en el bioma subtropical.

## Taxonomía
La primera descripción de esta especie fue como Cereus philippii, publicada en 1882 por Eduard August von Regel y Franz Schmidt en la revista cientíica Gartenflora 31: 98.
Posteriormente, el botánico austriaco Franz Buxbaum colocó la especie en el género Austrocactus, pasando a llamarse Austrocactus philippii y anotando estos cambios en el revista científica Sukkulentenkunde. Jahrbücher der Schweizerischen Kakteen-Gesellschaft 7–8: 11 en el año 1963.
Etimología
- Austrocactus: nombre genérico que proviene del latín australis (que significa 'del sur') y el sufijo cactus, haciendo referencia a que es un cactus que se localiza en el sur.
- philippii: epíteto específico otorgado en honor al botánico germano-chileno Rudolph Amandus Philippi (1808-1904), quien descubrió la especie en Chile. Buxbaum cambió la ortografía del epíteto de philippi a philippii al crear la combinación bajo Austrocactus. Si bien esta es posiblemente una mejor ortografía, la ortografía original no es incorrecta y no puede modificarse.

## Estado de conservación
En la Lista Roja de Especies Amenazadas de la UICN, la especie está clasificada como “Casi Amenazada (NT)”.

## Usos
Se cultiva principalmente por todo el mundo como planta ornamental.

## Galería

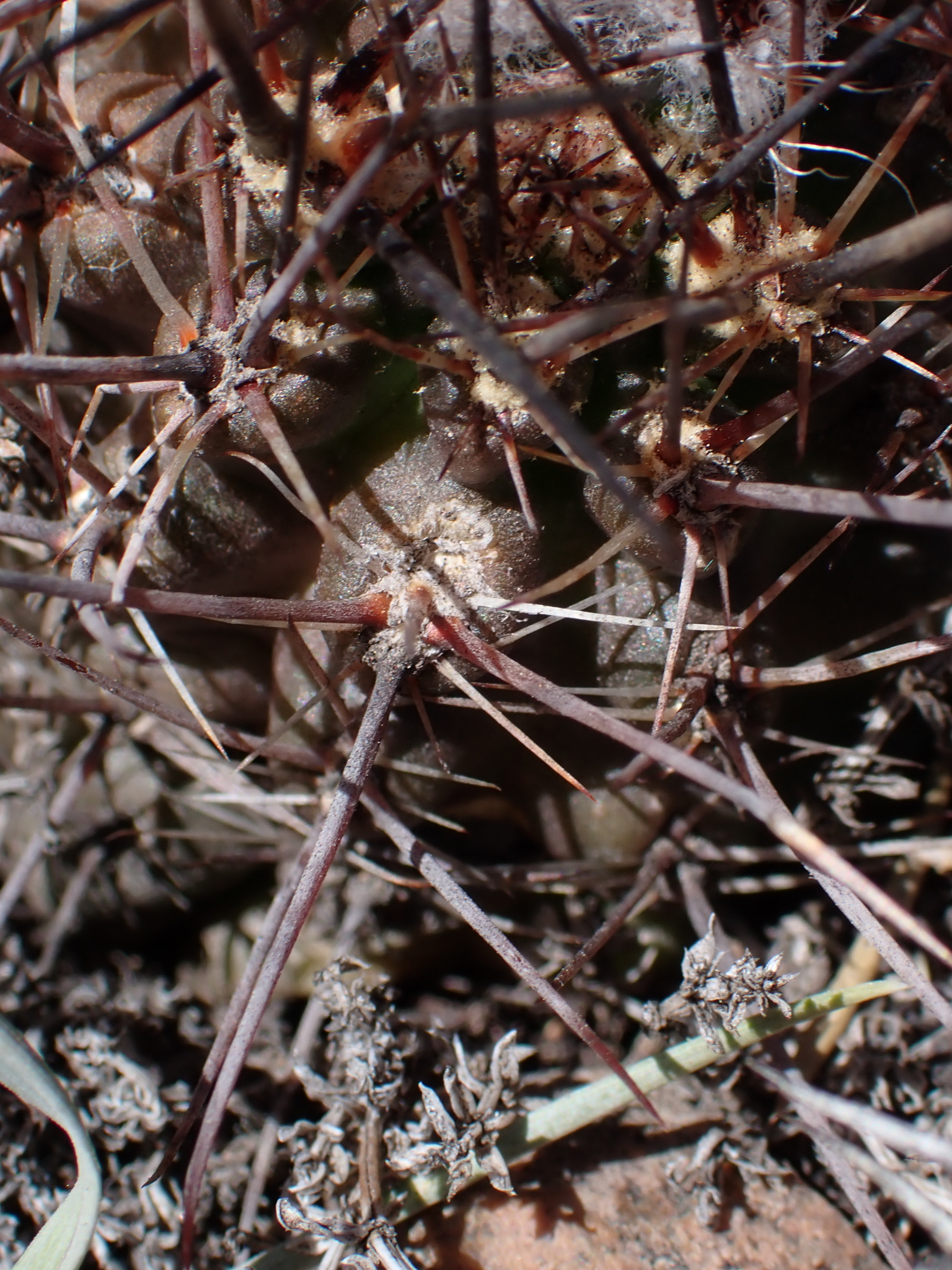
Detalle de las espinas
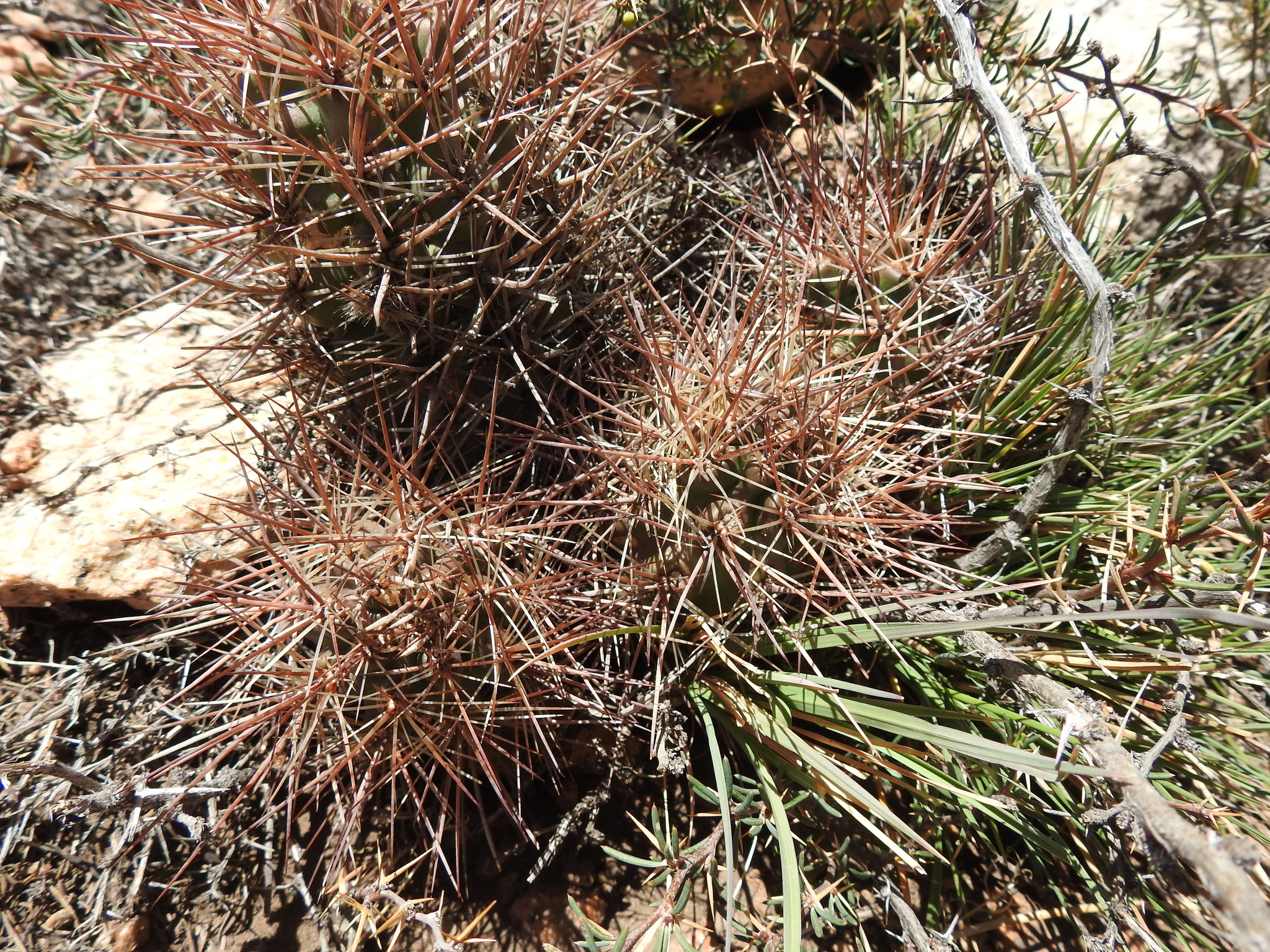
Porte de la planta
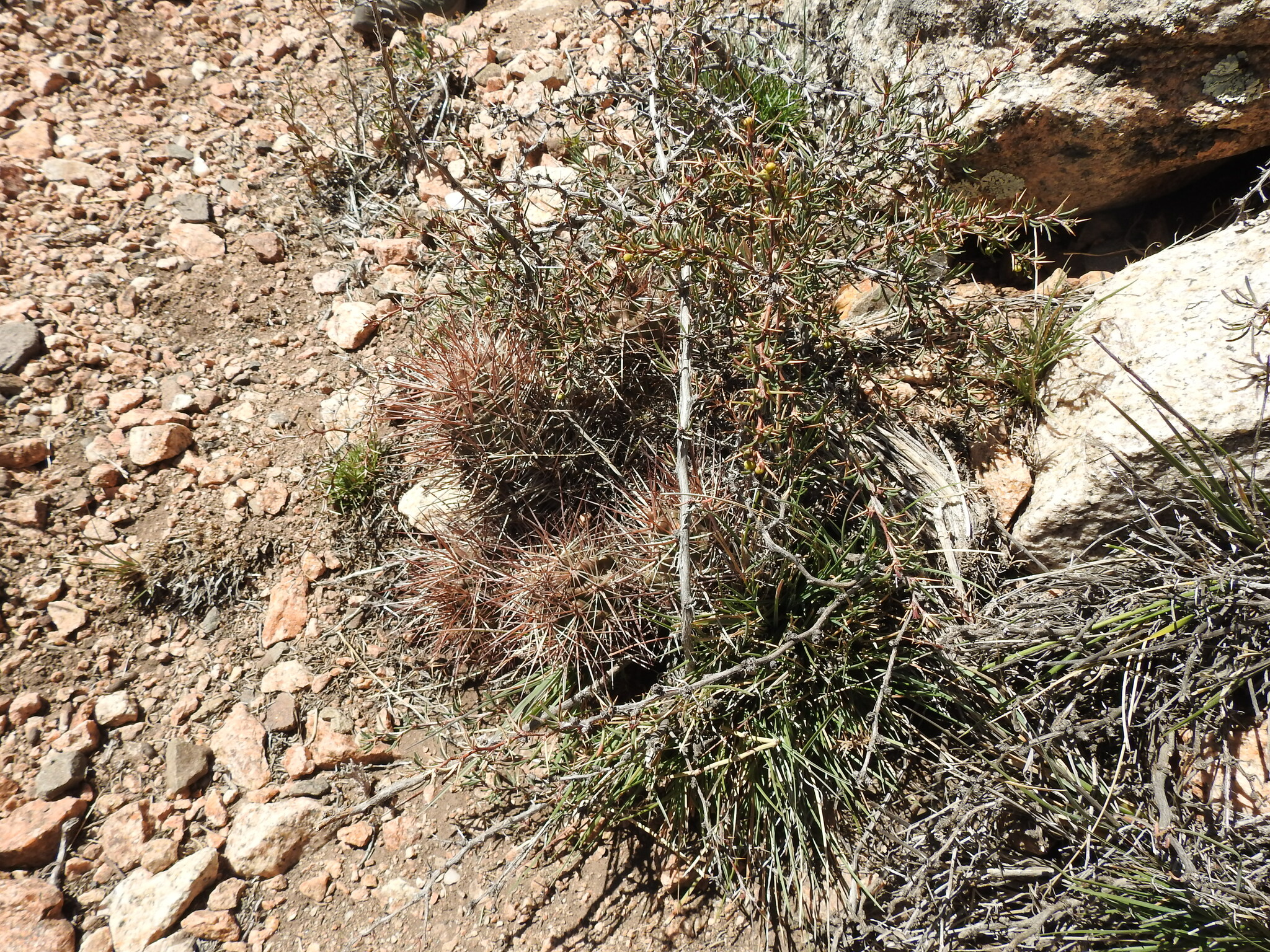
Planta en su hábitat
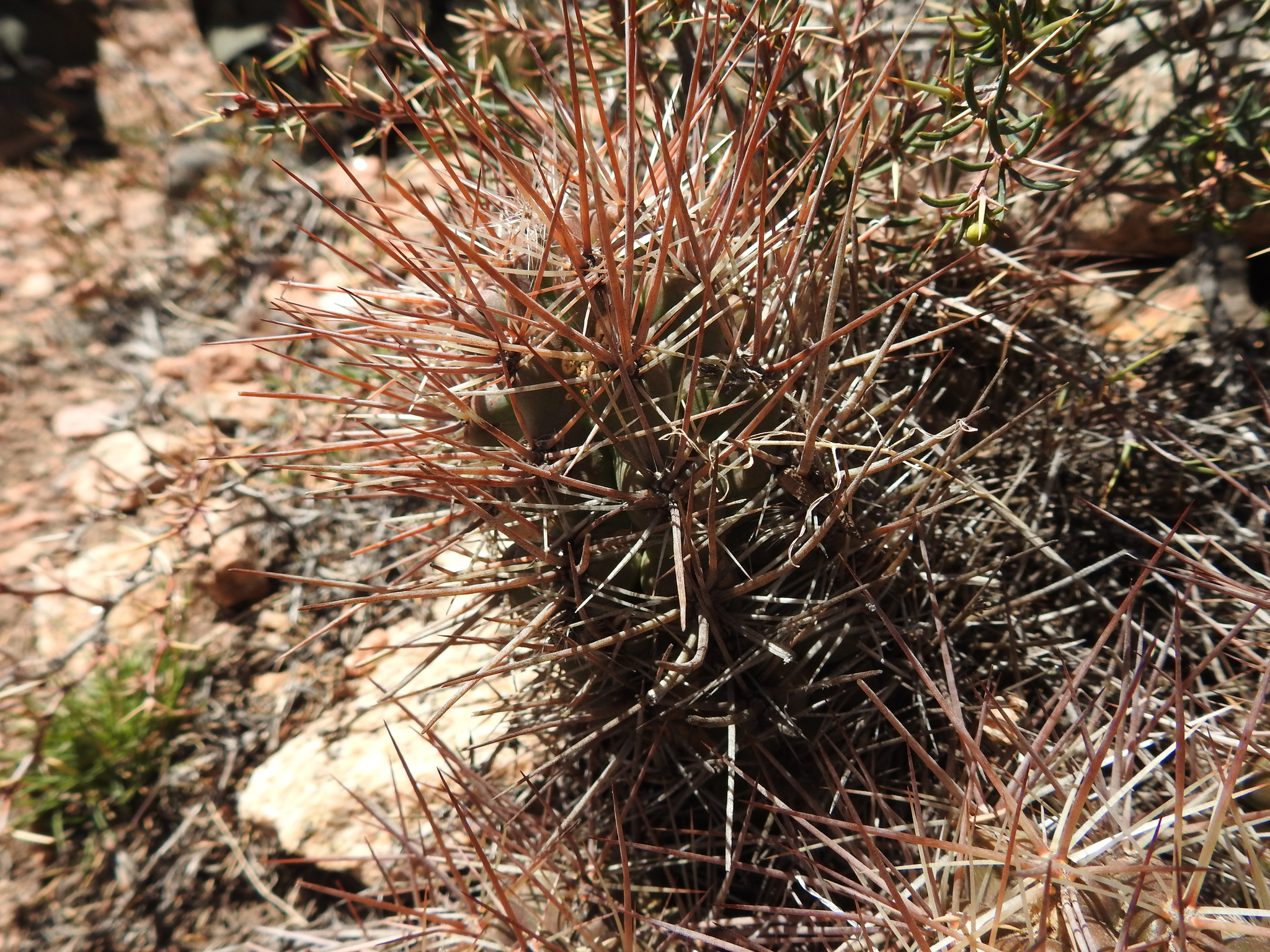
Detalle del tallo
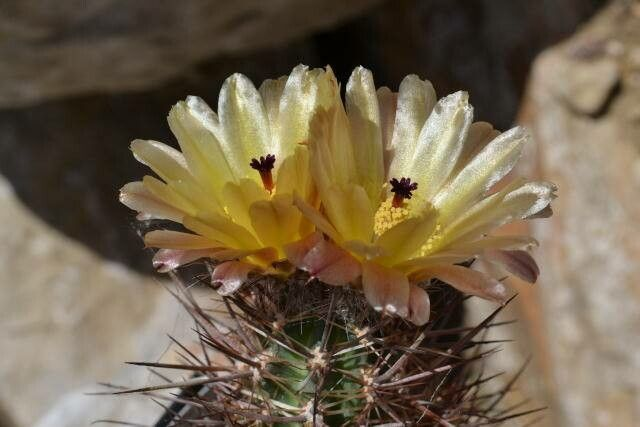
Planta en floración